# Онежки залив
Онежкият залив (Онежка губа) (на руски: Онежская губа, Онежский залив) е залив в югозападната част на Бяло море, между брега на континента на юг и югозапад и Онежкия полуостров на североизток, край западните бреговете на Архангелска област и източните брегове на Карелия, в Русия. Вдава се на 185 km навътре в сушата. Ширина от 50 до 100 km. Средна дълбочина 16 m, максимална 36 m. Североизточните, източните и южните брегове са предимно ниски и слабо разчленени, а югозападните и западните – по-високи, силно разчленени и с множество малки островчета – шхери. Има множество острови, като най-големи са Соловецките, разположени на северния му вход и каменисти плитчини (лудове). Най-големите реки вливащи се в него са Онега, Кем, Виг. Теченията са силни и са предимно приливни. Височината на приливите е до 2,72 m. Средна продължителност на ледената покривка 185 дни. На западното му крайбрежие при град Беломорск (Карелия) е входа на Беломоро-Балтийския плавателен канал. Освен Беломорск по крайбрежието му са разположени още два града Кем в Карелия и Онега в Архангелска област.

## Топографска карта
- Топографска карта Q-38; М 1:1 000 000[2]